# Johannes Vallerius
För kemisten, se Johan Gottschalk Wallerius
Johannes Vallerius, född den 26 mars 1677 i Uppsala, död den 15 augusti 1718 i Uppsala, var en svensk matematiker. astronom och kompositör.

## Biografi
Johannes Vallerius var son till Harald Vallerius och Elisabeth Holtz, samt bror till bergsvetenskapsmannen Göran Vallerius.
Vallerius blev filosofie magister 1700, adjunkt i filosofiska fakulteten 1704 och professor i matematik 1712 efterträdande sin far. Vallerius tillhörde det av Erik Benzelius den yngre stiftade sällskap, varur Uppsala Vetenskapssocietet framgick. 
Vallerius skaffade till Uppsala nya astronomiska instrument, särskilt en större tub från England, och utförde med denna flera observationer, bland andra över solförmörkelsen den 22 april 1715, varom en berättelse infördes i Dædalus hyperboreus (II, 1716). 
Vallerius utgav även almanackor för åren 1712-19, vari bland annat infördes årliga förteckningar över nyutkomna disputationer vid Uppsala universitet. För övrigt finns av honom utgivet ett utkast till föreläsningar i mekanik, Sciagraphia mechanices (1713), varjämte han presiderade för 31 akademiska avhandlingar rörande filosofiska, topografiska, matematiska, fysikaliska och meteorologiska ämnen, bland andra Instrumenta musica (1717), för vilken Olavus Bergrot var respondent.
Vallerius var i musik och musikteori elev till sin far och komponerade begravningsverser och bröllopsverser 1699-1708. Han ägde en luta, musikalier, psalmböcker och musikteoretiska böcker enligt bouppteckningen